# Steuerkette

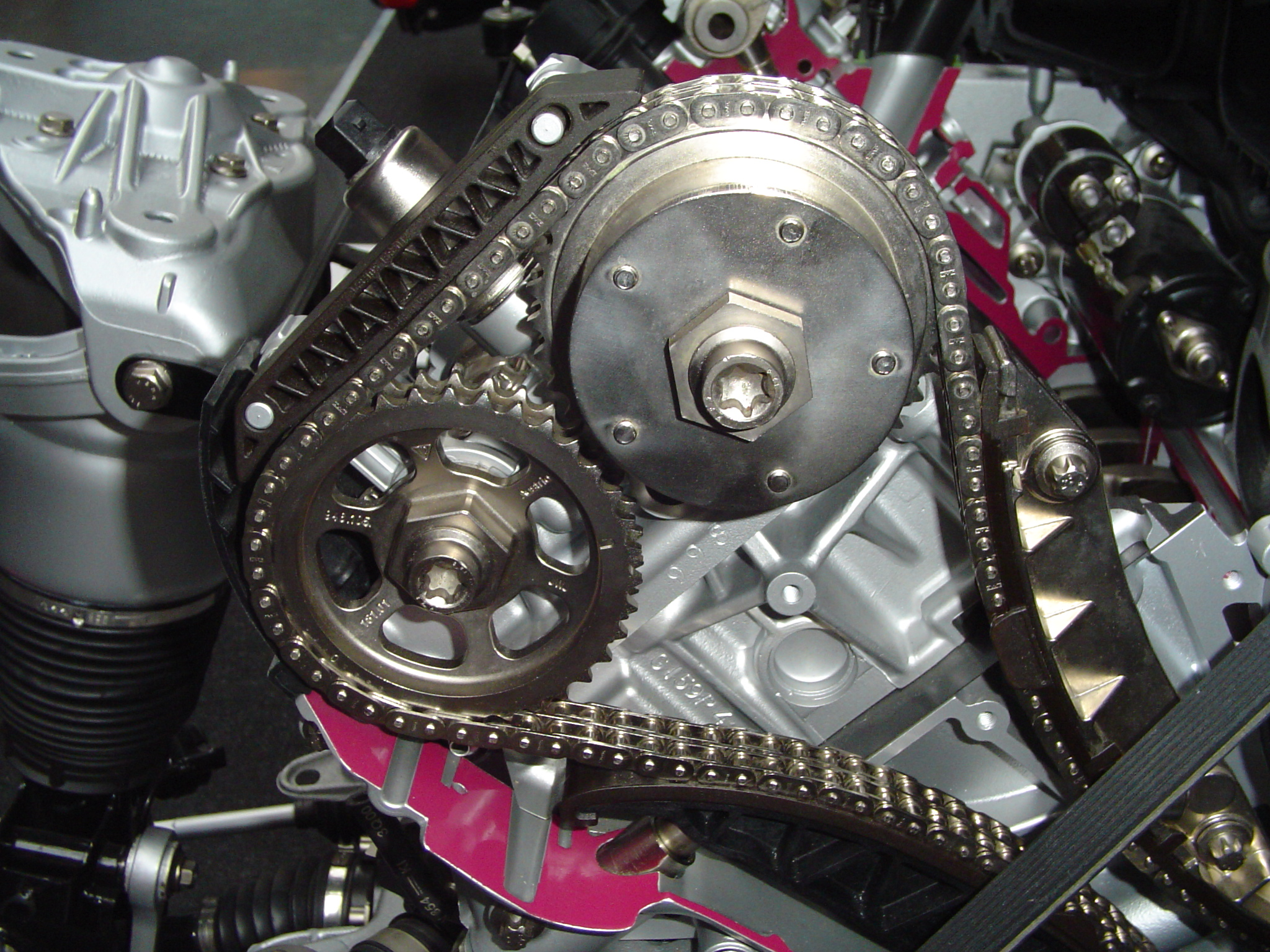
Ventilsteuerung durch zwei obenliegende Nockenwellen, angetrieben durch eine Duplex-Rollenkette

Die Steuerkette ist ein Bauteil des Nockenwellen-Antriebs von Viertaktmotoren. Sie verbindet die Kurbelwelle mit der Nockenwelle.

## Verwendung
Die Nockenwelle von Viertaktmotoren muss mit der halben Kurbelwellendrehzahl angetrieben werden – anders liegen die Verhältnisse beim Antrieb der Nockentrommel von Sternmotoren. Eine Steuerkette wird überall dort benötigt, wo die Nockenwelle nicht mittels anderer Maschinenelemente, wie Schubstangen (NSU Max), Zahnriemen, Königswelle oder Stirnradgetriebe angetrieben wird.

## Geschichte
Königswellen sind wegen der aufwendigen Fertigung meist dem Motorsport vorbehalten. Die Rollenkette als Steuerkette war ab ca. 1910 ein Standard-Bauteil in Motoren. Seit Beginn der 1970er-Jahre ist der Zahnriemen das am häufigsten verwendete Antriebselement. Einzelne Hersteller halten allerdings aus traditionellen Gründen an der Steuerkette fest. Mercedes-Benz z. B. lehnt grundsätzlich den Zahnriemen ab und benutzt seit den 1950er-Jahren ausschließlich Steuerketten, davor auch Stirnradantriebe und Königswellen, ebenso Porsche bei den Boxermotoren.
Als Steuerkette werden vorwiegend Rollenketten, früher auch Hülsenketten und bei Flugmotoren und US-amerikanischen OHV-Motoren Zahnketten verwendet.

## Funktion und Verschleiß

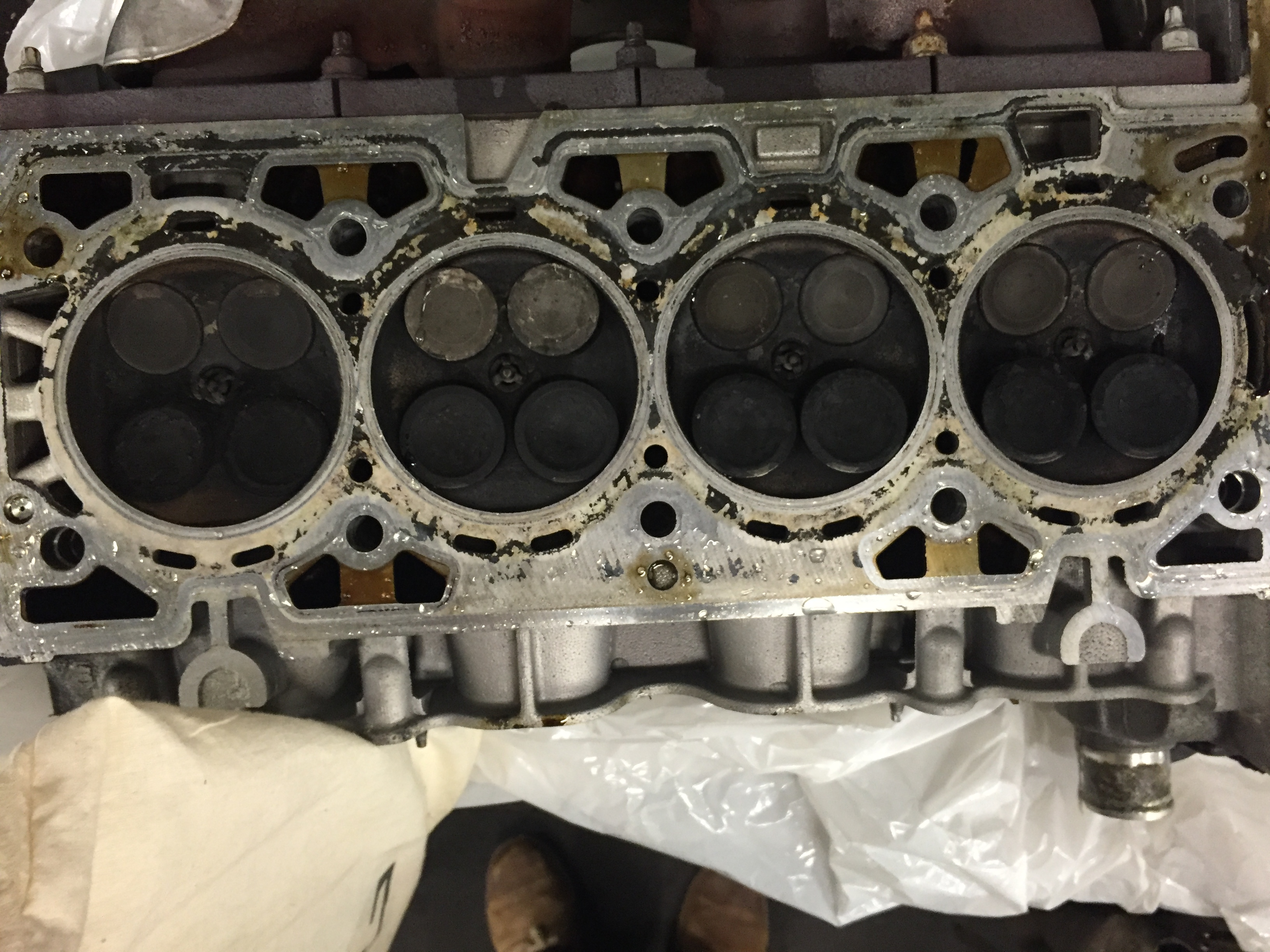
Zylinderkopf eines 16-Ventil-Motors nach Steuerkettenschaden

Steuerketten müssen straff laufen. Hierzu werden Kettenspanner (Spannschienen) eingesetzt, die federbelastet oder öldruckbetrieben für die richtige Spannung sorgen und auf den freien Lauflängen – „Leertrum“ genannt (das Trum, das die Kräfte überträgt, ist das „Lasttrum“) – das Schwingen der Kette in Biegerichtung („Peitschen“) verhindern.
Die Spannschienen sind Verschleißteile, die nach etwa 120.000 bis 300.000 km ersetzt werden sollten. Beim Versagen des Spannmechanismus kann die Kette überspringen, dann kollidieren bei vielen Motoren die Kolben mit den Ventilen und ein Motorschaden ist die Folge. Gängige Merkmale, die auf einen Steuerkettenschaden hinweisen können, sind rasselnde oder schlagende Geräusche aus dem Motorraum.
Die Lebensdauer einer Steuerkette hängt stark von den Betriebsbedingungen und der Wartung ihrer Spann- und Führungselemente ab. Die hochbelasteten Einfachrollenketten sind zum Teil schon nach 80.000 bis 100.000 km verschlissen. Duplexketten sind langlebiger und können Laufleistungen von über 500.000 km erreichen. Der Verschleiß einer Steuerkette kann durch die selbsttätige Veränderung der Motorsteuerzeiten innerhalb einer gewissen Laufleistung bestimmt werden. Die Steuerkette wird länger, wenn sich Rollen und Kettenglieder abnutzen. Allerdings verdreht sich das Nockenwellenrad durch die Nachspannung in Relation zum Kurbelwellenrad. Der Winkel-Versatz ist dabei von der Längenänderung der Steuerkette abhängig. Der Motor läuft deshalb mit stark verschlissener Steuerkette unruhiger, da der Ladungswechsel zeitlich versetzt ist. Bei einer sehr stark abgenutzten Kette stimmt auch die Teilung nicht mehr mit den Zahnrädern überein. Die Rollen laufen dann im Betrieb auf die Zähne auf und verursachen neben einem lauteren Geräusch auch einen starken Verschleiß an den Zahnrädern.

Ein Beispiel für einen Motor, bei dem häufiger Probleme mit gelängten Steuerketten bestehen, ist der EA 111 von VW. Die resultierenden Motorausfälle treten oft schon nach einer Laufleistung von 60.000 km auf.